# Avgust Kafol
Avgust Kafol, slovenski gozdar, * 26. september 1882, Čepovan, † 16. februar 1955, Ljubljana.

## Življenje in delo
V rojstnem kraju je končal ljudsko šolo in leta 1897 nastopil pripravniško službo pri gozdni direkciji v Gorici. Nato je 45 let služboval kot gozdar na Krasu. Pod njegovim vodstvom je bilo pogozdenih okoli 2.000 ha Krasa. Kafol je bil prvi gozdar, ki je začel spreminjati prvotne monokulture črnega bora v mešane sestoje jelke in raznih listavcev. Uredil je drevesnice v Vipavi, Postojni, Čepovanu in Komnu, to v Komnu je tudi sam vodil vse do smrti; v njej so gojili tudi sadike sadnega drevja in jih brezplačno dajali kmetom kateri so se odločili za sadjarstvo. Leta 1952 je postal prvi častni član Društva inženirjev in tehnikov gozdarstva in lesne industrije Slovenije. To društvo mu je leta 1957 v Komnu postavilo spomenik, delo kiparja Janeza Sajevica. 